# Adjaratou Abdoulaye
Adjaratou Abdoulaye est une femme politique togolaise.

## Biographie

### Carrière
Membre du Rassemblement du peuple togolais, Adjaratou Abdoulaye est élue députée de la circonscription d'Agou aux élections législatives togolaises de 2007.
Non élue lors des élections législatives togolaises de 2013, elle revient à l'Assemblée nationale le 22 mars 2019 sous les couleurs du parti Union pour la République, en remplacement de Zouréhatou Tcha-Kondo, élue lors des  élections législatives togolaises de 2018 dans la circonscription d'Assoli, qui a été nommée au gouvernement.